# Aphanopetalaceae
Aphanopetalaceae is een botanische naam, voor een familie van tweezaadlobbige planten. Een familie onder deze naam wordt zelden erkend door systemen voor plantentaxonomie, maar wel door het APG II-systeem (2003).
Het gaat dan om een heel kleine familie, die voorkomt in Australië.

## Geslachten[1]
- Aphanopetalum Endl.